# Pigi Artemidos
Bei Bauarbeiten der Nationalstraße von Athen nach Thessaloniki wurde eine Siedlung aus der Bronzezeit entdeckt. Die Ausgrabungen an der Pigi Artemidos (griechisch Πηγή Αρτέμιδος ‚Quelle der Artemis‘) fanden vom Juli bis Dezember 2009 statt. Die Fläche der Grabungen beträgt rund 1000 m², es wurde bis zu einer Tiefe von 2,50 Metern gegraben. Besondere Bedeutung haben die Ausgrabungsstätten entlang der antiken Straße an der Küste (Pigi Athinas, Valtos Leptokaryas) und an der Passstraße von Petra (Spathes), weil sich an ihnen die Wandlung der Lebensbedingungen der damaligen Bewohner von der mittleren zur späten Bronzezeit erkennen lässt. Der Ort wurde noch in der klassischen Periode genutzt, eventuell als Bauernhof. Weiterhin gibt es Hinweise auf Weinanbau in der römischen Periode.

## Lage
Die Siedlung lag am Fuße des niederen Olymp, in der Mitte zwischen der Burg von Platamonas und der Quelle der Athene, westlich der Autobahn Athen – Thessaloniki in einer Höhe von 90 Metern.

## Nekropole
In einem von Steinen umrahmten Hügelgrab (Tumulus) mit zehn Metern Durchmesser wurden neun Gräber und weitere Knochen gefunden. Ein weiteres Grab liegt außerhalb des Tumulus und ist zeitlich nicht exakt zu datieren. Die Gräber innerhalb der Begräbnisstätte sind um ein zentral gelegenes Grab herum angeordnet. Eine Besonderheit der Begräbniskultur dieser Siedlung ist, dass Heranwachsende in simplen Gruben beerdigt wurden; die Gräber der Erwachsenen sind mit Steinplatten eingefasst und wurden teilweise mit Steinen markiert.

## Funde
Die Gräber enthielten nur wenige Grabbeigaben. Hauptsächlich bestanden sie aus Tongefäßen und persönlichen Besitztümern. Gefunden wurden drei Messer, ein Armreif, Nadeln und ein spiralförmiger Ohrring; alle diese Fundstücke waren aus Bronze gefertigt. Unter den Grabbeigaben befand sich ein Tongefäß im mykenischen Stil. Weiterhin fand man steinerne Pfeilspitzen und tönerne Gewichte, die für Webarbeiten benutzt wurden. Die Grabungen brachten Reste einer Mauer und eines Gebäudes (4,65 m mal 2,75 m mal 0,65 m) zutage.

## Studie
Untersucht werden in der Studie von P. Tritsaroli und S. Koulidou die Interaktion der Bewohner der Pigi Artemidos mit ihrer Umwelt und die unterschiedlichen Bestattungskulturen des 2. Jahrtausends v. Chr.
Trotz widriger Bedingungen, wie der geringen Anzahl der untersuchten Skelette, deren schlechter Erhaltungszustand und der Beschädigung der Knochen während der Grabungen, wurden per Augenschein (makroskopisch) und mit Hilfe von Röntgengeräten Untersuchungen der menschlichen Überreste durchgeführt. Die Altersbestimmung erfolgte durch die Beurteilung der Zahnentwicklung und die Messung bestimmter Knochen (unter anderem Oberschenkel und Knochen der Arme).
Die untersuchten Skelette und Zähne wiesen Zeichen von Entbehrungen während des Wachstums und der Entwicklung auf. Die Menschen hatten neben Knochenverletzungen unter Karies, Zahnstein, Zahnverlust und Arthritis gelitten. Gelenkkrankheiten waren verbreitet und betrafen Wirbelsäule (Schmorl-Knorpelknötchen), Knie und Füße und deuten auf einen bewegungsreichen Lebensstil hin.
Ein Vergleich mit nahegelegenen Nekropolen aus der späten Bronzezeit, wie Spathes, zeigt unterschiedliche Formen der Beisetzung und eine sich verändernde Begräbnis-Kultur.